# Ksar Mouy
 (janvier 2011).
Si vous disposez d'ouvrages ou d'articles de référence ou si vous connaissez des sites web de qualité traitant du thème abordé ici, merci de compléter l'article en donnant les références utiles à sa vérifiabilité et en les liant à la section « Notes et références ».
Ksar Mouy est un petit village agricole de la province d’Errachidia, au Maroc. Il fait partie de la commune rurale de Tadighoust.
Située à 20 km au nord de Goulmima, l’oasis de Ksar Mouy est bordée par l’oued Gheris, la frontière avec le village de Tadighoust étant marquée à l’est du cours d’eau.
Le village, qui a été électrifié en 1998, a longtemps été un ksar (village fortifié) ; les habitants ont commencé petit à petit, vers les années 1960, à quitter les fortifications pour bâtir à l’extérieur de l’enceinte. Aujourd’hui, le ksar n’est plus du tout habité et tombe en ruine ; les murs faits de boue ont été fortement fragilisés par le temps, ce qui provoque des accidents heureusement rares mais qui rendent la zone trop dangereuse et infréquentable. 
La langue parlée à Ksar Mouy est le berbère. Les habitants sont principalement des fermiers, agriculteurs et potiers, vivant de leurs élevages (moutons, vaches, chèvres et poules) ainsi que de leurs cultures (palmiers dattiers, olives, céréales et cultures vivrières).